# Vestido de cisne de Björk

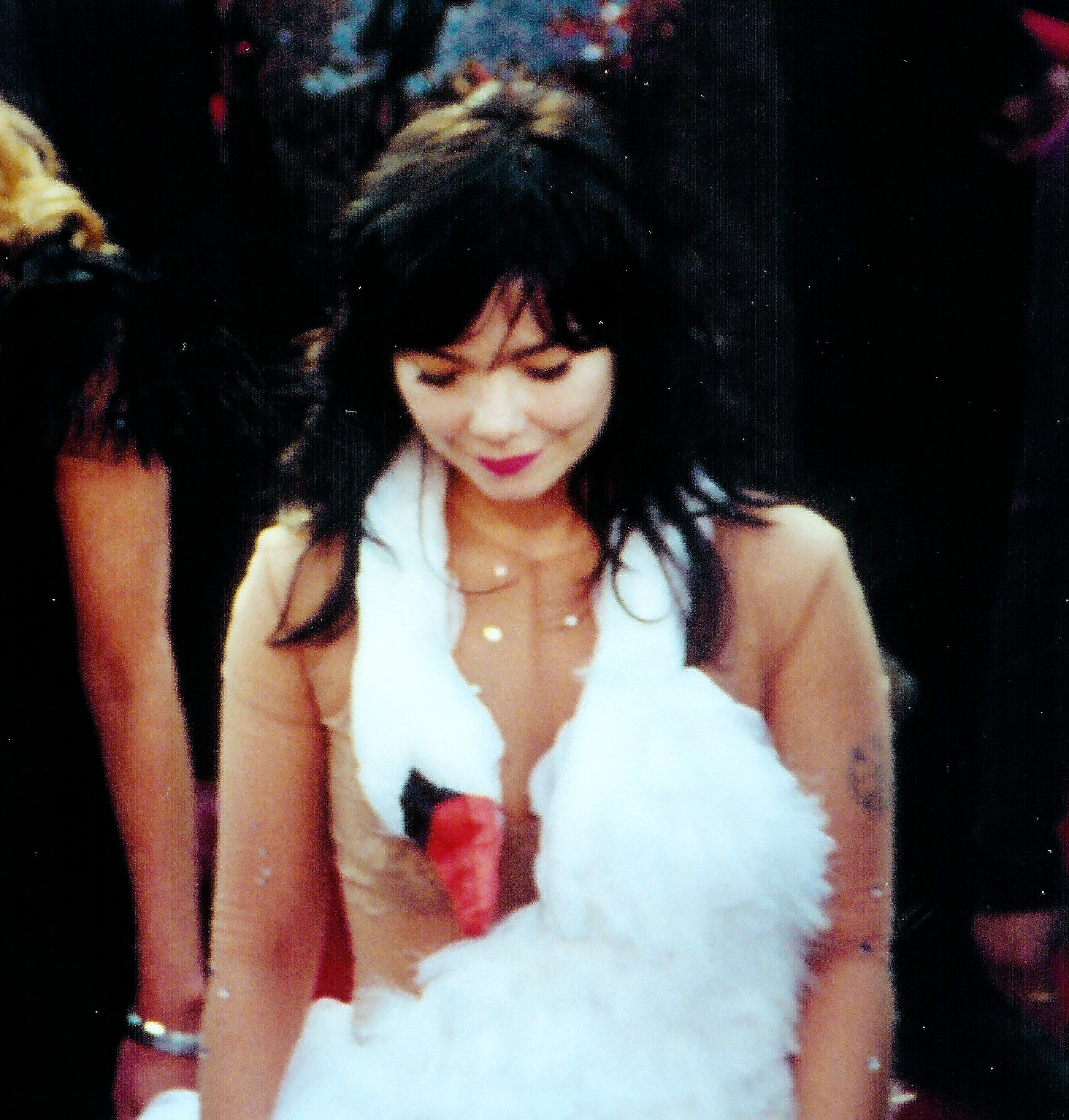
Björk vistiendo el traje, diseñado por Marjan Pejoski, en los Premios Óscar de 2000.

El vestido de cisne de Björk se refiere al famoso vestido de «cisne» vestido por la artista islandesa Björk en los Premios Óscar de 2000, el 25 de marzo de 2001. En una encuesta por Debenhams, publicada en el Daily Telegraph, fue votado como el noveno vestido más icónico de la historia de la alfombra roja.

## Diseño
Diseñado por el macedonio Marjan Pejoski, el vestido fue hecho como un cisne y a la entrada de la ceremonia, Björk simuló poner un huevo en la alfombra roja. Emanuel Levy describió un «vestido gigante de cisne, un cuerpo completo cubierto por un gran cisne el cual su cuello se envuelve alrededor del de ella, y con su cabeza descansando en su pecho». Ella tuvo dos copias del vestido, dado que no podía ser lavado. Más tarde usó el vestido para la carátula de su álbum de estudio de 2001 Vespertine, y vistió variaciones de este en muchas ocasiones durante el Vespertine Tour.

## Recepción
En la moda y el mundo del entretenimiento se habló del vestido durante semanas después del evento. Fue ampliamente criticado y visto como escandaloso y muy peculiar, considerado un conjunto que «se convirtió en el error vergonzoso del año». Jay Carr de The Boston Globe escribió: «El envolvente vestido de cisne de Björk... hizo su estilo como un refugio de los recintos más sobados de un ballet provincial», mientras Steven Cojocaru llamó al vestido «probablemente una de las cosas más tontas que jamás he visto». Joan Rivers remarcó: «Más tarde la vi en el baño de mujeres extendiendo papel en el suelo... Esta chica debería estar en un asilo». Sin embargo, el vestido fue elogiado por algunos por su originalidad: El veredicto de The New York Observer fue «un total j'adore», y Melissa Etheridge también reportó haber elogiado el vestido.
En respuesta al revuelo informativo, Björk dijo: «Sólo es un vestido». Ella dijo: «Realmente no sé por qué me obsesioné con cisnes pero yo diría que fue por mi nuevo álbum que es sobre el invierno, y ellos se conforman en blanco, una especie de ave invernal. Obviamente, muy romántico, siendo monógamo. Es una de esas cosas que tal vez estoy demasiado en el medio como para describir. Cuando estás obsesionado con algo, te lo puedo explicar cinco años más tarde, pero en el momento, no se sabe exactamente por qué. En este momento, los cisnes me parecen un tipo de soporte para un montón de cosas». Un astrólogo dijo que el vestido tenía un valor simbólico.

## En la cultura popular
El vestido fue más tarde emulado por Ellen DeGeneres en los Premios Emmy de 2001. En 2007, el vestido fue propuesto para participar en el show del año de la moda Óscar, destacando los vestidos de la firma de la alfombra roja de los Óscar del año anterior. Sin embargo, de acuerdo con la productora de los Óscar, Laura Ziskin, el equipo de Björk se negó a que el vestido participara.
El vestido ha sido parodiado en la película de comedia, ¿Y dónde están las rubias? (2004), en un episodio de Hannah Montana donde la protagonista es vista vistiéndolo en un evento de gala, en el episodio “Blonda se divierte” de la serie Los Padrinos Mágicos y en La hora chanante.
También aparece en el minuto 1:41 del vídeo musical de Nelly Furtado con la colaboración de la Mala Rodríguez en la canción Bajo otra luz.